# Monte submarino Condor
O banco submarino Condor é um monte submarino localizado a 17 km a oeste-sudoeste da ilha do Faial (Açores), com cerca de 1800 m de altura, 39 km de comprimento e 23 km de largura, estendendo-se desde os 185 m de profundidade até aos 2003 m. É um vulcão de forma alongada, com o topo relativamente plano e flancos lisos, sedimentares e orientação este-oeste. A maioria dos montes submarinos encontra-se no oceano profundo e mar alto, pelo que são pouco acessíveis e por isso difíceis de estudar. O Banco Condor, constitui um caso de estudo interessante pela sua acessibilidade, sendo também conhecido pelo nome Condor-Terra. 

## História
Apesar de se encontrar relativamente próximo de costa faialense, este banco submarino, foi apenas descoberto em 1962. De acordo com testemunhos escritos, foi a tripulação do atuneiro “Condor”, comandada pelo mestre picaroto Jaime Medeiros, que o descobriu quando seguia uma indicação existente numa antiga carta náutica francesa, que indicava nesta área uma zona de baixa de 230 metros. 
Os pescadores da época recordam abundâncias excecionais de peixe, sobretudo de cherne e goraz, nos inícios da exploração do local: “milhares de toneladas de peixe que se apanharam ali…era tanto cherne e tanto goraz…os gorazes não deixavam as iscas chegarem ao fundo…”.

## Localização
O Monte Submarino Condor está localizado nas seguintes coordenadas geográficas: latitude 38°24′–38°38′N, longitude: 29°16′–28°51′W, ocupando uma área superficial de quase  447 km2. No cume oeste, a zona menos profunda do banco, a ocorrência de rochas arredondadas indicam que esta área foi exposta a ondas de superfície, quando o nível do mar era cerca de 120 m abaixo dos níveis atuais. 

## Campanhas Científicas
O Monte Submarino Condor foi escolhido como um modelo de estudo, por vários motivos: é representativo destes ecossistemas submarinos açorianos; as suas profundidades cobrem uma boa variedade de diferentes comunidades biológicas; o seu tamanho relativamente pequeno permite uma amostragem exaustiva sobre os diferentes habitats; a sua acessibilidade facilita as campanhas de amostragem biológica periódica. 
Desde 2008, o Monte Submarino Condor tornou-se alvo de várias campanhas científicas com o objetivo de aumentar o conhecimento sobre os seus ecossistemas e as atividades humanas que nele incidem, com vista à sua gestão sustentável, de forma a servir de modelo para outros montes submarinos. Constituiu-se assim um observatório subaquático para monitorização e estudos experimentais multidisciplinares que envolverem um número considerável de investigadores de instituições portuguesas e internacionais.
A pesca demersal está vedada no banco Condor desde junho de 2010 a fim de permitir que a as campanhas de monitorização continuem a ser feitas em condições de perturbação humana reduzida. Assim, o Condor constituirá um espaço de referência, que permitirá a comparação com a outras áreas onde a pesca ocorre regularmente, permitindo, assim, aumentar o conhecimento dos efeitos da proteção na exploração dos peixes que habitam as águas profundas, particularmente para as espécies com interesse comercial.

## Oceanografia
A característica mais importante da hidrodinâmica do monte submarino Condor é a presença de uma corrente principal vinda de Norte, e um padrão de circulação com rotação para a direita (sentido horário) por cima de seu cume ocidental. Este padrão de circulação pode capturar e reter nutrientes e organismos vindos do exterior do banco, na zona dos 50-60 m acima do seu topo. Este modelo poder ser interrompido por eventos esporádicos de eliminação do padrão de circulação, que podem durar até alguns meses, favorecendo a entrada de novos materiais das áreas circundantes. Assim, o padrão de produtividade de biológica da área pode mudar dependendo das condições oceanográficas.

## Biodiversidade
O conhecimento da diversidade de organismos que habitam uma área é um requisito-chave para a implementação de medidas de gestão e conservação. Uma lista das espécies que vivem ou visitam o Monte Submarino Condor está em preparação, recorrendo a várias fontes de informação, incluindo a amostragem de campo, observações subaquáticas e dados fornecidos pelos utilizadores do Condor. 
O número de animais identificados no Monte Submarino Condor até agora é de cerca 900 . Apesar do trabalho de identificação ainda estar em curso, já se encontram espécies novas para a ciência, outras aguardam a sua descrição, não tendo ainda nome científico, sobretudo nas espécies que vivem no sedimento.

## Habitats
Existem vários habitats e comunidades biológicas no Monte Submarino Condor: 

### Jardins de corais
Os "jardins” de coral do Monte Submarino Condor foram descobertos em 2006 durante a campanha da Greenpeace "Defending our Oceans". As imagens subaquáticas gravadas na parte superior e flancos do monte submarino mostraram grandes e densas agregações de gorgónias, dominadas pelo coral-chicote (Viminella flagellum) e pela gorgónia-amarela espiral (Dentomuricea sp.), acompanhadas por várias espécies de corais com uma fauna associada abundante e multiforme. 
O Monte Submarino Condor hospeda densos "jardins de coral", especialmente sobre a cume, até aos 300 m de profundidade. Os "jardins" são um habitat para muitas espécies, sendo por isso reconhecidos internacionalmente como habitats de importância para conservação. As gorgónias são uma parte importante das capturas acessórias da pesca demersal com palangre, devido ao seu grande tamanho e a estrutura complexa das colónias, podendo ficar presos nas linhas de pesca.

### Agregações de esponjas
Entre 700 e 900 m de profundidade existem extensas agregações de esponjas no monte submarino Condor. Estas agregações são dominadas pela presença da esponja-de-vidro (Pheronema carpenteri) e também são considerados como habitats de importância de conservação.

### Áreas sedimentares
O monte submarino Condor tem sedimentos de vários tipos, tais como a areia vulcânica ou sedimentos compostos por matéria orgânica derivada de organismos vivos, que, em algumas áreas, formam espessas placas, por vezes com 15 cm. Estes sedimentos podem conter várias espécies, incluindo gorgónias, esponjas e ainda outros organismos.

## Usos e atividades
Hoje em dia, o banco Condor, a semelhança de outros montes submarinos, é um local de múltiplos usos e interesses.

### Pesca comercial
A pesca no banco Condor envolve as espécies de fundo (demersal) e também as espécies de peixes pelágicos.

#### Pesca demersal
A pesca foi a primeira atividade praticada no banco Condor, dirigida às espécies demersais, feita com artes de pesca com linha e anzóis (palangre de fundo e linha de mão). 
Os dados disponíveis para pescas no Condor cobrem o período entre 1993 e 2009 e mostram que, ao longo dos anos, as embarcações palangreiras diminuíram o esforço de pesca, ao contrário das que usam linha-de-mão, aumentaram-no. A grande maioria das embarcações que pescaram tradicionalmente no Condor são do Faial, e em menor número da ilha do Pico.

#### Pesca de atum
A pesca de atum por salto e vara com isco vivo dirigida a várias espécies de atum, como o patudo (Thunnus obesus), e bonito (Katsowonus pelamis), é também praticada na zona do banco Condor, de forma sazonal, entre a primavera e o outono. Os dados recolhidos indicam que até agora o banco Condor teve uma importância reduzida para esta actividade. 

### Turismo marinho
Há várias atividades turísticas que são praticadas no monte submarino Condor e zonas envolventes.

#### Pesca grossa
A pesca grossa (“big game fishing”) é uma atividade feita nos Açores essencialmente durante o verão, a bordo de embarcações devidamente equipadas para este tipo de pesca desportiva à linha com canas. As espécies alvos são os grandes peixes pelágicos, especialmente o espadim-azul (Makaira nigricans). Geralmente após o combate que estes peixes proporcionam, são posteriormente libertados, a não ser que constituam potenciais recordes. Pela ocorrência destas espécies nas imediações do banco Condor, este banco tem sido considerado um local preferencial para este tipo de pesca, desde os anos 80, quando se tornou relevante nos Açores. 

#### Mergulho com tubarões
A observação de tubarões no seu ambiente natural é uma atividade que tem uma importância económica crescente, sendo geralmente feita  por escafandro autónomo (SCUBA). No banco Condor esta atividade começou experimentalmente em 2009-10, dirigida a espécies como a tintureira (Prionace glauca) e o rinquim (Isurus oxyrinchus), e tem tendo vindo a ganhar uma importância notável na Região. As saídas são feitas a bordo de embarcações que transportam 6-8 mergulhadores e os tubarões são atraídos com engodo, mas sem ser fornecido alimento. Os dados recolhidos indicam que até agora o banco Condor, é uma área preferencial para esta actividade. 

#### Observação de cetáceos
Apesar da importância que a observação de cetáceos (“whale and dolphin watching”) tem nos Açores, esta atividade não é muito relevante no banco Condor, em número de visitantes, provavelmente por já ser um pouco distante para observar cetáceos que podem ser observados mais próximos da costa das ilhas sem necessidade de maiores deslocações.

### Investigação científica
As primeiras campanhas científicas no monte submarino Condor realizaram-se nos anos 80, mas só a partir de 2008, é que a investigação nesta área se intensificou. O desenvolvimento do observatório científico, acompanhado pelas restrições à pesca demersal, beneficiaram grandemente as atividades científicas, favorecendo o surgimento de vários projetos financiados por diversas organizações regionais e internacionais.